# Chiesa di San Martino Vescovo (Trieste)
La chiesa di San Martino Vescovo (in sloveno Sv. Martin škof) è la parrocchiale di Prosecco (Prosek), frazione di Trieste, in provincia e diocesi di Trieste; fa parte del decanato di Opicina.

## Storia
La prima citazione di una chiesa a Prosecco risale al 1466.
La chiesa venne costruita nel 1637 e fu consacrata il 9 giugno 1641. 
Ulteriori lavori di ristrutturazione conferirono nel 1776 alla chiesa il nuovo aspetto. Nel XIX secolo Prosecco passò dall'arcidiocesi di Gorizia alla diocesi di Trieste.
La parrocchia di Prosecco fu istituita nel 1850 e comprende anche Devincina, Borgo Grotta Gigante, Gabrovizza e Prosecco Stazione, tutte frazioni del comune di Sgonico, per il resto compreso nell'arcidiocesi di Gorizia.
A Borgo Grotta Gigante sorge la chiesetta di san Massimiliano Maria Kolbe, di proprietà privata e non visitabile e a Gabrovizza c'è la cappella di  san Primo.